# Серболужицкий национальный ансамбль
Серболужицкий национальный ансамбль (в.-луж. Serbski ludowy ansambl; нем. Sorbisches National-Ensemble) — единственный профессиональный музыкально-театральный коллектив, представляющий музыкальную и народную культуру серболужицкого народа.

## История
Серболужицкий национальный ансамбль был основан в январе 1952 году по инициативе серболужицкой общественной организации «Домовина». Первые репетиции начались в 1952 году. В этом же году 21 декабря состоялась премьера ансамбля в Котбусском государственном театре в рамках проведения торжественных мероприятий, организованных Обществом германо-советской дружбы и Совета округа Котбуса.
В 1953 году ансамбль получил официальный статус Министерства культуры ГДР под названием «Государственный ансамбль серболужицкой народной культуры Саксонии». В этом же году ансамблю было предоставлено помещение в бывшем ресторане «Bürgergarten» на улице Lauenstraße в Баутцене. В 1954 году были совершены первые зарубежные туры в Албанию и Монголию. В ансамбле работали серболужицкий дирижёр Ян Буланк (1970—1996), словацкий хореограф Юрий Кубанка (1963—2008).
В 1990 году театр получил современное наименование. В 1992 году ансамбль был объединён с Немецко-серболужицким народным театром и Серболужицкой филармонией в Баутцене. С 1996 года ансамбль вновь приобрёл юридическую самостоятельность, получив статус Общества с ограниченной ответственностью. После этого был уменьшен бюджет, после чего произошло сокращения штата. Если с 50-х годы XX столетия коллектив ансамбля насчитывал 80 хористов, 24 танцоров и 37 инструменталистов, то с 2008 года ансамбль состоит из 16 хористов, 26 танцоров и оркестра из 26 музыкантов.
За время своего существования ансамбль совершил более семидесяти зарубежных туров в тридцати странах мира и более девяти тысяч выступлений. В настоящее время в ансамбле действуют секции оркестра, хора и балета. Представления ансамбля варьируются от небольших тематических постановок до камерных музыкальных симфонических и балетных концертов. Финансирование ансамбля осуществляется Фондом серболужицкого народа.

## Руководители ансамбля
- Юрий Винар (1952—1960)
- Гандрий Цыж (Handrij Cyž) (1960—1990)
- Детлеф Кобеля (1990—1995)
- Мето Бенада (Měto Benada) (1996—2001)
- Вольфганг Рёгнер (Wolfgang Rögner) (2002—2010)
- Милена Веттрайно (Milena Vettraino) (2010—2015)
- Диана Вагнер (Diana Wagner) (2015 − 2018)
- Юдит Кубиц (Judith Kubitz) (с 1 августа 2018 года)